# Belgisch kampioenschap wielrennen voor beloften

De Belgische kampioenentrui

Het Belgisch kampioenschap wielrennen voor beloften is een jaarlijkse wielerwedstrijd in België voor renners met Belgische nationaliteit van 19 tot 22 jaar, die geen lid van een professioneel wielerteam zijn. Er wordt gereden voor de nationale titel.
Tussen 1926 en 1946 waren de wielrenners met deze leeftijd junioren. Het volgende jaar werden ze verplicht aan het kampioenschap voor liefhebbers deel te nemen. In 1996 kreeg deze leeftijdscategorie opnieuw een eigen kampioenschap onder de naam beloften (door de UCI Under 23 genoemd).

## Erelijst
| Jaar | Plaats                   | Winnaar              | 2de                | 3de                     |
| 2026 | Huldenberg               |                      |                    |                         |
| 2025 | Rollegem (Kortrijk)      | Liam Van Bylen       | Sente Sentjens     | Joppe Heremans          |
| 2024 | Brasschaat               | Sente Sentjens       | Senne Hulsmans     | Tom Crabbe              |
| 2023 | Putte                    | Simon Dehairs        | Floris Van Tricht  | Gianluca Pollefliet     |
| 2022 | Sint-Lievens-Houtem      | Jarne Van De Paar    | Axel De Kinder     | Alex Vandenbulcke       |
| 2021 | Bertem                   | Maarten Verheyen     | Thibau Nys         | Lennert Van Eetvelt     |
| 2020 | Lokeren                  | Jordi Meeus          | Arne Marit         | Simon Dehairs           |
| 2019 | Habay-la-Neuve           | Florian Vermeersch   | Gilles De Wilde    | Sébastien Grignard      |
| 2018 | Stabroek                 | Gerben Thijssen      | Jens Reynders      | Tom Verhaegen           |
| 2017 | Stabroek                 | Jordi Van Dingenen   | Franklin Six       | Stan Dewulf             |
| 2016 | Stabroek                 | Joachim Vanreyten    | Enzo Wouters       | Alexander Geuens        |
| 2015 | Meren van de Eau d'Heure | Nathan Van Hooydonck | Jenthe Biermans    | Michaël Cools           |
| 2014 | Tervuren                 | Jef Van Meirhaeghe   | Bert Van Lerberghe | Jelle Donders           |
| 2013 | Lommel                   | Jens Wallays         | Maarten Craeghs    | Frederik Frison         |
| 2012 | Wielsbeke                | Jorne Carolus        | Tim De Troyer      | Roy Jans                |
| 2011 | Geel                     | Tim Declercq         | Sander Helven      | Eliot Lietaer           |
| 2010 | Hooglede                 | Laurens De Vreese    | Yannick Eijssen    | Jochen Vankerckhoven    |
| 2009 | Binche                   | Dimitri Claeys       | Walt De Winter     | Sven Vandousselaere     |
| 2008 | La Roche-en-Ardenne      | Dimitri Claeys       | Jérôme Baugnies    | Jan Bakelants           |
| 2007 | Laarne                   | Pieter Muys          | Klaas Lodewyck     | Bjorn Coomans           |
| 2006 | Charleroi                | Greg Van Avermaet    | Jérôme Giaux       | Pieter Vanspeybrouck    |
| 2005 | Temse                    | Dries Devenyns       | Lars Croket        | Maxime Vantomme         |
| 2004 | Momignies                | Maarten Wynants      | Jean-Paul Simon    | Pieter Duyck            |
| 2003 | Beveren                  | Koen Barbé           | Jonathan Henrion   | Kristof De Zutter       |
| 2002 | Genk                     | Nick Nuyens          | Philippe Gilbert   | Bart Dockx              |
| 2001 | Tessenderlo              | Tom Boonen           | Dimitri De Fauw    | Kevin Van der Slagmolen |
| 2000 | Halle                    | Andy Cappelle        | Tom Boonen         | Ludovic Draux           |
| 1999 | Frasnes-lez-Anvaing      | Andy Cappelle        | Björn Leukemans    | Jehudi Schoonacker      |
| 1998 | Baasrode                 | Sven Spoormakers     | Dave Bruylandts    | Koen Van De Velde       |
| 1997 | Tielt                    | Jurgen Vermeersch    | Dirk d'Haemers     | Bert De Waele           |
| 1996 | Rochefort                | Rolf Verhaegen       | Koen Das           | Dave Bruylandts         |